# You Da One
"You Da One" é uma canção da cantora barbadense Rihanna, gravada para o seu sexto álbum de estúdio Talk That Talk. Foi composta pela própria com o auxílio de Ester Dean, Lukasz Gottwald, John Hill e Henry Walter, com a produção a cargo de Dr. Luke e Cirkut. A sua gravação decorreu em 2011 nos Westlake Recording Studios em Los Angeles, na Califórnia, e no quarto n.º 538 do hotel Sofitel, em Paris. Musicalmente, deriva de origens estilísticas do dubstep, reggae, dancehall e pop, infundindo o som eletrónico com uma mistura de sintetizadores. A sua sonoridade é composta através dos vocais, juntando ainda guitarra e piano. Quanto à letra, o tema mostra o ponto de vista de uma mulher sobre uma relação estável e confortável, analisando diversas formas de se apaixonar pelo parceiro.
A sua estreia ocorreu a 11 de novembro de 2011 nas rádios norte-americanas, e três dias depois foi disponibilizada para descarga digital na iTunes Store de vários países, como Austrália, Brasil, Estados Unidos e Portugal. Através da Def Jam Recordings, foi enviada para as áreas radiofónicas mainstream e rhythmic a 29 do mesmo mês, servindo como segundo single do disco. A música foi comercializada em CD single na Europa, nomeadamente na Alemanha, em dezembro de 2011 e para finalizar foi ainda lançado um extended play com várias remisturas a partir da original. A receção por parte da crítica sobre música foi positiva, em que grande parte ficou agradada pelo tom caribenho, comparando-a a "What's My Name?" e "Man Down", do disco antecessor Loud. O seu desempenho comercial foi moderado, conseguindo chegar à liderança da Dance/Club Play Songs e décimo quarto lugar da Billboard Hot 100. Entrou ainda na lista das faixas mais vendidas de países como o Canadá, a Coreia do Sul, Hungria, Nova Zelândia, Noruega e Suécia.
O vídeo musical foi dirigido por Melina Matsoukas e gravado em Londres, com lançamento a 23 de dezembro de 2011 através do serviço Vevo. Inspirado no filme Laranja Mecânica de 1971, as cenas foram filmadas a preto e branco e mostram Rihanna em vários cenários, como numa sala de sessão fotográfica e ainda com um jogo de vídeo de letras em pano de fundo. Excertos da letra da canção são exibidos enquanto a cantora os interpreta. Horas após a revelação do teledisco, o fotógrafo norueguês Solve Sundsbo acusou a artista e a diretora de plágio, sugerindo que uma das partes do projeto foi deliberadamente copiada de uma montagem sua intitulada "Numero 93", criada em 2008. A faixa foi divulgada ao vivo pela primeira vez durante o festival de 2012 Kollen, na Noruega, fazendo ainda parte do alinhamento das digressões Diamonds World Tour e The Monster Tour.

## Antecedentes e lançamento
Durante uma entrevista com o locutor Ryan Seacrest, para o seu programa On Air with Ryan Seacrest, a cantora revelou que considerou "You Da One" "totalmente viciante" após ouvir a sua edição final: "Foi um dos registos que se tornou numa adição para mim. Não conseguia parar de o ouvir. É muito contagiante". A capa de arte para o single foi fotografada a preto e branco, com a mesma técnica utilizada na faixa de trabalho anterior, "We Found Love". A imagem mostra Rihanna com a cabeça inclinada para trás, cabelos soltos, olhos fechados e com um cigarro entre os lábios. Sarah Anne Hughes, do jornal The Washington Post, não teve uma reação unânime à fotografia, pois enquanto observou que a artista parece "perfeitamente penteada", criticou a inclusão do cigarro por ser um "tabu social".
A sua estreia ocorreu a 11 de novembro de 2011 através da estação de rádio dos Estados Unidos Clear Channel Radio. Posteriormente, a canção foi lançada digitalmente três dias depois na iTunes Store de vários países, como Austrália e Portugal, através da Def Jam Recordings e servindo como segundo single de Talk That Talk. O tema foi enviado para as áreas mainstream e rhythmic das rádios norte-americanas a 29 de novembro, e de seguida, foi ainda comercializado através de um extended play (EP) de remisturas e CD single. A música foi interpretada pela primeira durante a edição de 2012 do festival Kollen em Oslo, na Noruega, e posteriormente incluida no alinhamento das digressões Diamonds World Tour e The Monster Tour.

## Estilo musical e letra
"You Da One" é uma canção de tempo moderado que deriva dos géneros dubstep, reggae, dancehall e pop, com produção dos norte-americanos Dr. Luke e Cirkut. A sua gravação decorreu em 2011 nos estúdios Westlake Recording Studios em Los Angeles, na Califórnia, e no quarto n.º 538 do hotel Sofitel, Paris, França. A sua composição foi construída com fortes vocais, acordes de guitarra e piano, com coordenação de Dr. Luke, John Hill e Henry Walter. Kuk Harrell, Marcos Tovar e Josh Gudwin estiveram a cargo da gravação e arranjos vocais, com Alejandro Barajas e Jennifer Rosales como assistentes, no eightysevenfourteen Studios, em Brentwood, Califórnia. Aubrey "Big Juice" Delaine e Clint Gibbs trataram de toda a engenharia, com auxílio de Chris Sclafani e Jonathan Sher. Por fim, Serban Ghenea foi responsável pela mistura, com Phil Seaford a assistir, sendo que Irene Richter e Katie Mitzell foram creditados pela coordenação de produção. De acordo com Bradley Stern, do canal MTV, a estrutura musical do tema relembra "Inside Out" de Britney Spears, escrevendo que Rihanna "fica comprimida num breakdown dubstep-até-à-morte, ao contrário da música trabalhada por Dr. Luke para Femme Fatale de Spears" James Montgomery da mesma publicação considerou que a obra "começa no território tradicional [da cantora] - construída num ritmo lento que se expande com um refrão explosivo, em seguida, contraí-se a meio quase tão rapidamente".
A letra foi escrita pela própria Rihanna com auxílio de Ester Dean, Lukasz Gottwald, Hill e Walter. De acordo com a partitura publicada pela EMI Music Publishing, a música foi escrita em compasso simples com um metrónomo de 126 batidas por minuto. Composta na escala de mi bemol maior, o alcance vocal da cantora vai desde a nota baixa de si bemol com três oitavas até a mais alta com quatro. Liricamente, o tema mostra o ponto de vista de uma mulher sobre uma relação estável e confortável, analisando diversas formas de se apaixonar pelo parceiro. Os analistas destacaram a passagem "Tu sabes como me amar de forma intensa / Eu não vou mentir, eu estou a ficar caidinha / Sim, estou a apaixonar-me por ti, mas não há nada de errado com isso". Michael Cragg, do jornal The Guardian, transcreveu partes da letra da canção como parte da sua crítica, considerando que "é, talvez, menos imediata, mas há um belo pré-refrão em 'O meu amor é o teu amor, o teu amor é o meu amor' que direciona para um refrão que trata sobre o quão importante é encontrar alguém decente, 'estou tão feliz por teres entrado na minha vida'".

## Receção pela crítica

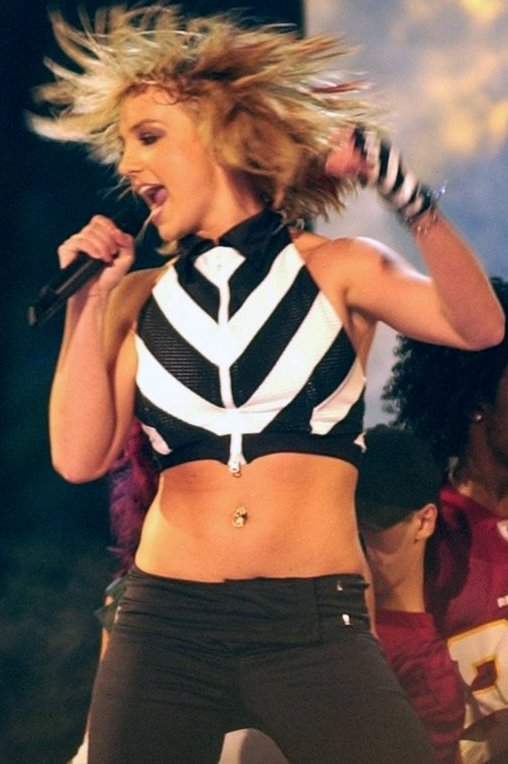
Os membros da crítica compararam "You Da One" a trabalhos de Britney Spears (foto), como "Inside Out" e "Hold It Against Me".

As críticas após o lançamento da faixa foram, na sua maioria, positivas. Amanda Dobbins da New York escreveu que "You Da One" e "We Found Love" são "relativamente [classificadas como] PG" comparadas a outras músicas em Talk That Talk. Melissa Maerz da Entertainment Weekly elogiou o tema, escrevendo que é uma "abertura perfeita para definir o tom que abraça ritmos caribenhos, reggae e batidas pulsantes de house". Maerz continuou a sua análise ao afirmar que é "uma homenagem com uma brisa da ilha a algum homem que deixou [Rihanna] a sonhar o tempo todo". Jason Lipshutz da revista Billboard salientou semelhanças a nível de estrutura musical a outros trabalhos da artista e influenciados por dancehall, como "What's My Name?" e "Man Down", do disco Loud (2010). Jocelyn Vena da MTV News sentiu que a artista encarna uma "gata sexy", considerando que a obra é "a amigável para as rádios" do projeto de estúdio, apesar do uso excessivo da "letra NSFW". Robert Copsey, do portal Digital Spy, atribuiu quatro de cinco estrelas possíveis à faixa, adjetivando-a como "alegre" e que "naturalmente, há um pouco de obscenidade também, e embora não seja nada que já não tenhamos ouvido falar várias vezes, é difícil não se nos deliciarmos com a felicidade dela".
Bill Lamb do sítio About.com deu igualmente quatro estrelas à música, considerando-a um "sucesso instantâneo" e "romântica, [além de] perfeita como uma banda sonora para os amantes apaixonados". Lamb realçou semelhanças com produções anteriores de Dr. Luke para Britney Spears, como "Hold It Against Me", considerando que o produtor consegue fazer uma boa parceria com Rihanna também. Andrew Martin, da Prefix Magazine, comentou que a canção é "viciante" e que uma vez após escutá-la, "é difícil parar de se pensar [nela]". Martin continuou a elogiar a "doçura açucarada da música", mas criticou a incorporação do breakdown de dubstep a meio, alegando que a razão por que foi incluído seria para tentar fazer o tema "ainda maior". Michael Cragg do jornal The Guardian também observou que "You Da One" possui uma atmosfera relaxante, e comparou-a com alguns dos singles anteriores da cantora, como "What's My Name?" e "Rude Boy". Um editor da Spin criticou negativamente a obra, considerando que a intérprete "está a entregar algo reggae e meio mole cheio de banalidades, tais como 'és tu com quem sonho o dia inteiro'".

## Vídeo musical

### Antecedentes e sinopse

Numa das cenas do teledisco, a Rihanna (imagem) é mostrada com focos de luz estrategicamente colocados para produzir manchas pretas e brancas na sua pele. Nomeadamente, foi um dos cenários que causou comparações com o trabalho de Solve Sundsbo

O vídeo musical para "You Da One" foi gravado a 30 de novembro de 2011 nos estúdios MC Motors em East London. A sua direção esteve a cargo de Melina Matsoukas, que trabalhou igualmente com a cantora no projeto anterior "We Found Love". Nas primeiras imagens reveladas a partir do local de filmagens em Londres, Rihanna tinha uma peruca loira e curta, calças rasgadas com leggings estampadas e um chapéu branco. Nas mesmas imagens, a jovem segurava uma bengala preta e os cenários foram inspirados no filme Laranja Mecânica de 1971. A sua estreia ocorreu a 23 de dezembro de 2011 através do serviço Vevo.
O teledisco mistura uma sessão de fotos com letra da canção é estampada nas imagens, inclusivamente no corpo de Rihanna, sendo que o modo de filmagem foi em grande parte a preto e branco. A artista é mostrada com numerosas indumentárias diferentes e peruca loira ao longo do projeto, enquanto simula veste roupas numerosas e perucas loira ao longo do vídeo, enquanto simula cenas de Laranja Mecânica, usando um chapéu branco e uma bengala com Laird Hatters, ostentando um olho esfumaçado em homenagem, e exibindo os seus lábios rosados e carnudos cobertos por um balão produzido por pastilha elástica. Posteriormente, a intérprete exibe uns collants transparentes, enquanto se contorce no chão com focos de luz estrategicamente colocados para produzir manchas pretas e brancas na sua pele. Noutros cenários, é apenas capturada a sua boca, primeiro com apliques de joias de ouro a cobrirem os seus dentes, e mais tarde liberta palavras através de fumo proveniente dos lábios, como "Dream" e "You Da One". O trabalho foi construído para mostrar a sensualidade da cantora, sendo que em algumas das cenas, toca na sua virilha (uma reminiscência dos passados de dança de Michael Jackson, como observado por Jason Lipshutz da Billboard), enquanto executa movimentos provocantes dança e sorri em direção à câmara. Rihanna também é mostrada a jogar às cartas numa sala com um fundo quadriculado, e por fim, termina a fugir do foco da gravação e senta-se numa cadeira com um sorriso no rosto.

### Receção e alegação de plágio
Um editor do sítio Idolator descreveu o vídeo musical como "glorioso", enquanto que Amy Sciarretto do PopCrush observou que "RiRi não consegue ter mãos em si própria". "O vídeo a preto e branco caracteriza a cantora recém-loira a brincar com uma variedade de roupas, a dançar, a sorrir, a rir e a agarrar a sua virilha com um grande grau de regularidade", concluiu Sciarretto. Horas após a divulgação do teledisco, Solve Sundsbo, fotógrafo norueguês, alegou que durante o cenário em que a cantora utiliza uma roupa branca com pontos pretos brilhantes é o mesmo que foi desenhado para uma sessão fotográfica sua de 2008, intitulada "Numero 93". Um outro editor do Idolator escreveu que "as evidências não estavam a favor" da artista. "Não são apenas as formas projetadas [que são] semelhantes, mas em ambos os cenários existem vestidos e perucas idênticas (embora a cor seja diferente). Além disso, os lábios rosados, fornecendo o único toque de cor, também é familiar", concluiu o analista. Um escritor do jornal The Huffington Post concordou com as observações do colega acima, e acrescentou que "a nudez, cenários, jogos de luz e sombras" são bastante semelhantes ao trabalho de Sundsbo.

## Faixas e formatos
A versão single de "You Da One" contém apenas uma faixa com duração de três minutos dezanove segundos. A canção foi ainda comercializada em CD single, constituída pela original mais uma remistura de outro trabalho de Rihanna, "We Found Love". Em formato digital, foi disponibilizado um extended play (EP) com doze remisturas a partir do tema.
| Descarga digital |              |         |  |
| N.º              | Título       | Duração |  |
| 1.               | "You Da One" | 3:19    |  |

| CD single      |                                          |         |  |
| N.º            | Título                                   | Duração |  |
| 1.             | "You Da One"                             | 3:19    |  |
| 2.             | "We Found Love" (Chuckie Extended Remix) | 5:57    |  |
| Duração total: | Duração total:                           | 9:16    |  |

| The Remixes    |                                            |         |  |
| N.º            | Título                                     | Duração |  |
| 1.             | "You Da One" (Dave Audé Radio)             | 3:53    |  |
| 2.             | "You Da One" (Dave Audé Club)              | 7:59    |  |
| 3.             | "You Da One" (Dave Audé Dub)               | 7:29    |  |
| 4.             | "You Da One" (Almighty Radio)              | 3:46    |  |
| 5.             | "You Da One" (Almighty Club)               | 6:26    |  |
| 6.             | "You Da One" (Almighty Dub)                | 6:26    |  |
| 7.             | "You Da One" (Gregor Salto Amsterdam Edit) | 2:58    |  |
| 8.             | "You Da One" (Gregor Salto Amsterdam Club) | 5:21    |  |
| 9.             | "You Da One" (Gregor Salto Amsterdam Dub)  | 5:06    |  |
| 10.            | "You Da One" (Gregor Salto Vegas Edit)     | 2:46    |  |
| 11.            | "You Da One" (Gregor Salto Vegas Club)     | 4:46    |  |
| 12.            | "You Da One" (Gregor Salto Drum Dub)       | 4:34    |  |
| Duração total: | Duração total:                             | 61:11   |  |

## Desempenho nas tabelas musicais
Após o seu lançamento, "You Da One" estreou na Billboard Hot 100 dos Estados Unidos na 73.ª posição a 16 de novembro de 2011. Na semana seguinte subiu ao décimo quarto lugar como melhor e entrou em 28.º na Radio Songs com 28 milhões de reproduções nas rádios norte-americanas. Com este feito, a canção teve a melhor estreia na tabela musical desde fevereiro de 2011, em que "Born This Way" de Lady Gaga conseguiu destacar-se na edição. Na sua primeira semana de venda digital na iTunes Store, atingiu a marca de 124 mil descargas vendidas, torando a cantora na primeira artista feminina da história a conseguir manter três singles das dez primeiras posições, em conjunto com "We Found Love" e "Take Care" (com Drake). Na Pop Songs, debutou no vigésimo sexto lugar a 26 de novembro de 2011, conseguindo ser a música com melhor subida na edição. Contudo, foi na Dance/Club Play Songs que o tema alcançou a liderança e tornou-se no décimo sétimo da artista a conseguir tal feito. Devido ao seu desempenho comercial no país, a Recording Industry Association of America (RIAA) certificou-o com dupla platina pelas distribuições superiores a dois milhões.
Na Europa, a obra conseguiu posicionar-se na lista das trinta mais vendidas de vários países, como Áustria, França, Hungria, Irlanda, Noruega e Suécia. No Reino Unido, debutou no 39.ª lugar a 3 de dezembro de 2011, sendo que na semana seguinte desceu uma posição. Acabou por concretizar o seu melhor desempenho na primeira semana de janeiro de 2012, com o décimo sexto lugar. A British Phonographic Industry (BPI) acabou por atribuir o galardão de prata à canção. Na Austrália, entrou na ARIA Singles Chart a 14 de dezembro de 2011, e na sua terceira semana, subiu a 26.º lugar. Desde então, foi certificado com platina pela Australian Recording Industry Association (ARIA) com vendas superiores a 70 mil unidades no país. Nos países lusófonos, "You Da One" atingiu a 27.ª posição na Hot 100 Airplay e 13.ª na Hot Pop & Popular, ambas tabelas musicais do Brasil.
| Tabela musical (2011-2012)                       | Melhor posição |
| ------------------------------------------------ | -------------- |
| Austrália - ARIA Singles Chart                   | 26             |
| Áustria - Ö3 Austria Top 75                      | 23             |
| Bélgica - Ultratop (Flandres)                    | 39             |
| Bélgica - Ultratop (Valónia)                     | 50             |
| Brasil - Billboard Brasil Hot 100 Airplay        | 27             |
| Brasil - Billboard Brasil Hot Pop & Popular      | 13             |
| Canadá - Canadian Hot 100                        | 12             |
| Coreia do Sul - Gaon International Chart         | 7              |
| Escócia - Scottish Singles Chart                 | 15             |
| Eslováquia - IFPI                                | 16             |
| Espanha - PROMUSICAE                             | 44             |
| Estados Unidos - Billboard Hot 100               | 14             |
| Estados Unidos - Billboard Dance/Club Play Songs | 1              |
| Estados Unidos - Billboard Pop Songs             | 19             |
| Estados Unidos - Billboard R&B/Hip-Hop Songs     | 60             |
| França - SNEP                                    | 23             |
| Hungria - Rádiós Top 40                          | 14             |
| Irlanda - IRMA                                   | 12             |
| Líbano - The Official Lebanese Top 20            | 14             |
| Noruega - VG-lista                               | 16             |
| Nova Zelândia - RIANZ                            | 10             |
| Países Baixos - Dutch Top 40                     | 52             |
| Reino Unido - UK Singles Chart                   | 16             |
| Reino Unido - UK R&B Singles Chart               | 5              |
| Chéquia - IFPI Česká Republika                   | 34             |
| Suécia - Sverigetopplistan                       | 17             |
| Suíça - Schweizer Hitparade                      | 36             |

| Tabela musical (2012)                            | Posição |
| ------------------------------------------------ | ------- |
| Canadá - Canadian Hot 100                        | 60      |
| França - SNEP                                    | 159     |
| Estados Unidos - Billboard Hot 100               | 89      |
| Estados Unidos - Billboard Dance/Club Play Songs | 19      |
| Polónia - Top digital utworów                    | 27      |
| Reino Unido - UK Singles Chart                   | 176     |

| País           | Provedor | Certificação |
| -------------- | -------- | ------------ |
| Austrália      | ARIA     | Platina      |
| Dinamarca      | IFPI     | Ouro         |
| Estados Unidos | RIAA     | 2× Platina   |
| Nova Zelândia  | RMNZ     | Ouro         |
| Reino Unido    | BPI      | Prata        |
| Suécia         | GFL      | Ouro         |

## Créditos
Todo o processo de elaboração da canção atribui os seguintes créditos pessoais:
- Rihanna – vocalista principal, composição;
- Ester Dean - composição;
- Lukasz Gottwald - composição, produção, instrumentos;
- John Hill - composição, instrumentos;
- Henry Walter - composição, produção, instrumentos;
- Kuk Harrell - produção e gravação vocal;
- Marcos Tovar, Josh Gudwin - gravação vocal;
  - Alejandro Barajas, Jennifer Rosales - assistência;
- Aubrey "Big Juice" Delaine, Clint Gibbs - engenharia;
  - Chris Sclafani, Jonathan Sher - assistência;
- Serban Ghenea - mistura;
- John Hanes - engenharia de mistura;
  - Phil Seaford - assistência;
- Irene Richter, Katie Mitzell - coordenação de produção.

## Histórico de lançamento
Após a sua estreia nas rádios, "You Da One" foi disponibilizado na iTunes Store de vários países como segundo single de Talk That Talk a 14 de novembro de 2011. A Def Jam enviou a música para as estações radiofónicas norte-americanas a 29 do mesmo mês. Também em formato digital, foi editado um extended play com um conjunto de remisturas a partir da faixa original e foi comercializado em CD single na Alemanha.
| País           | Data                   | Formato                     | Editora discográfica |
| -------------- | ---------------------- | --------------------------- | -------------------- |
| Austrália      | 14 de novembro de 2011 | Descarga digital            | Def Jam              |
| Estados Unidos | 14 de novembro de 2011 | Descarga digital            | Def Jam              |
| França         | 14 de novembro de 2011 | Descarga digital            | Def Jam              |
| Portugal       | 14 de novembro de 2011 | Descarga digital            | Def Jam              |
| Estados Unidos | 29 de novembro de 2011 | Rádio mainstream e rhythmic | Def Jam              |
| Bélgica        | 21 de dezembro de 2011 | EP digital (The Remixes)    | Def Jam              |
| Nova Zelândia  | 21 de dezembro de 2011 | EP digital (The Remixes)    | Def Jam              |
| Países Baixos  | 21 de dezembro de 2011 | EP digital (The Remixes)    | Def Jam              |
| Suíça          | 21 de dezembro de 2011 | EP digital (The Remixes)    | Def Jam              |
| Alemanha       | 27 de janeiro de 2012  | CD single                   | Universal Music      |